# 希臘體育
希臘在最近十年在體育領域取得了顯著成就。2004年，希臘國家足球隊獲得了歐洲足球錦標賽的冠軍。除了足球之外，希臘運動員也在籃球、角力、水球、田徑、舉重等項目取得亮眼表現，一些人更取得世錦賽和奧運會的冠軍。2004年雅典奧運會的成功舉辦也促進希臘體育進一步發展，並且在希臘各地建設了許多一流的體育場館，特別是在雅典。希臘運動員獲得了148塊奧運會獎牌，使得希臘成為人均奧運會獎牌數量前列的國家。而古代奧林匹克運動也起源於希臘。希臘也是1896年第一屆現代奧運會的舉辦地。